# 競争社会
競争社会（きょうそうしゃかい）とは、競争原理における社会を指す言葉である。

## 概要
市場経済において、競争とは経済を促進するための基本原理であり、この競争原理に基づいた社会のことを競争社会と呼ぶ。競争社会は公平なルールを定めた上で成り立っているが、競争原理に否定的な観点を持つ立場からは格差の問題も絡めて槍玉に挙げられることが多い。
この言葉は、教育などにも使用されており、とくに海外に多い。
またスポーツにおいても使われることがある。